# Grand Prix-wegrace van België 1967
De Grand Prix-wegrace van België 1967 was de zesde Grand Prix van wereldkampioenschap wegrace in het seizoen 1967. De races werden verreden op 2 juli 1967 op het Circuit de Spa-Francorchamps nabij Malmedy. In België kwamen de 50cc-klasse, de 250cc-klasse, de 500cc-klasse en de zijspanklasse aan de start. In de 50cc-klasse en de zijspanklasse werden de wereldtitels beslist.

## 500cc-klasse
In België was Giacomo Agostini onklopbaar, zowel in de trainingen als in de race, die hij van start tot finish leidde. Uiteindelijk werd hij afgevlagd met 62 seconden voorsprong op Mike Hailwood. Fred Stevens werd met gemak derde met zijn tweecilinder Paton. Jack Findlay werd met de McIntyre-Matchless vierde, ondanks het feit dat hij met zijn linkervoet in het gips reed. Hij was echter al op een ronde gereden.
| Pos | Coureur          | Merk              | Tijd      | Punten |
| --- | ---------------- | ----------------- | --------- | ------ |
| 1   | Giacomo Agostini | MV Agusta         | 1:03"37'0 | 8      |
| 2   | Mike Hailwood    | Honda             | +1"02'6   | 6      |
| 3   | Fred Stevens     | Hannah-Paton      | +4"33'3   | 4      |
| 4   | Jack Findlay     | Matchless         | +1 ronde  | 3      |
| 5   | Gyula Marsovszky | Matchless         | +1 ronde  | 2      |
| 6   | Derek Minter     | Norton            | +1 ronde  | 1      |
| 7   | Rob Fitton       | Norton            |           |        |
| 8   | John Dodds       | Norton            |           |        |
| 9   | Dan Shorey       | Norton            |           |        |
| 10  | Malcolm Stanton  | Norton            |           |        |
| 11  | Billie Nelson    | Norton            |           |        |
| 12  | John Cooper      | Seeley-Matchless  |           |        |
| 13  | Walter Scheimann | Norton            |           |        |
| 14  | Bosse Granath    | Métisse-Matchless | +2 ronden |        |
| 15  | Guy Cooremans    | Norton            | +3 ronden |        |

| Coureur         | Merk              | Oorzaak |
| --------------- | ----------------- | ------- |
| Edy Lenz        | Matchless         |         |
| Eric Hinton     | Norton            |         |
| Kel Carruthers  | Métisse-Matchless |         |
| Len Atlee       | Norton            |         |
| Mike Duff       | Matchless         |         |
| Karl Hoppe      | Matchless         |         |
| Vagn Stevnhoved | Matchless         |         |
| Chris Conn      | Norton            |         |
| Derek Lee       | Matchless         |         |
| John Blanchard  | Seeley-Matchless  |         |
| Lewis Young     | Métisse-Matchless |         |
| Peter Williams  | Matchless         |         |
| Ron Chandler    | Matchless         |         |
| Ian Burne       | Norton            |         |

| Coureur            | Merk              | Oorzaak |
| ------------------ | ----------------- | ------- |
| Ivor Lloyd         | Matchless         | [ 1 ]   |
| Griff Jenkins      | Norton            |         |
| John Hartle        | Métisse-Matchless |         |
| Maurice Hawthorne  | Norton            |         |
| Rodney Gould       | Norton            |         |
| Steve Spencer      | Norton            |         |
| Angelo Bergamonti  | Hannah-Paton      |         |
| Giuseppe Mandolini | Moto Guzzi        | [ 2 ]   |
| Johnny Rockett     | Norton            | [ 1 ]   |
| Andreas Georgeades | Velocette         | [ 1 ]   |

### Top tien tussenstand 500cc-klasse
| Pos | Coureur          | Merk                      | Ptn |
| --- | ---------------- | ------------------------- | --- |
| 1   | Mike Hailwood    | Honda                     | 22  |
| 1   | Giacomo Agostini | MV Agusta                 | 22  |
| 3   | Peter Williams   | Arter-Matchless           | 16  |
| 4   | Jack Findlay     | McIntyre-Matchless        | 7   |
| 5   | Fred Stevens     | Hannah-Paton              | 6   |
| 5   | Gyula Marsovszky | Matchless                 | 6   |
| 7   | Steve Spencer    | Norton                    | 4   |
| 8   | John Cooper      | Norton / Seeley-Matchless | 3   |
| 8   | Rob Fitton       | Norton                    | 3   |
| 8   | Dan Shorey       | Norton                    | 3   |

## 250cc-klasse

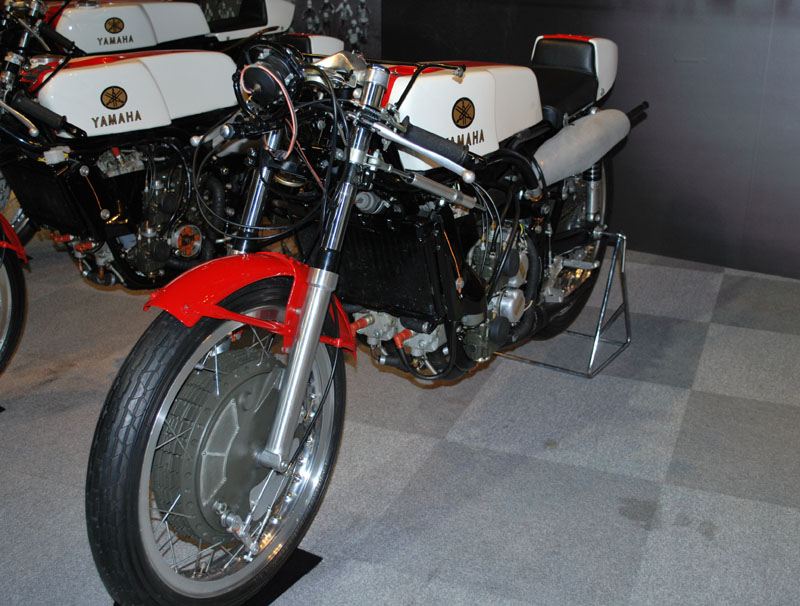
Bill Ivy reed de Yamaha RD 05 naar de overwinning in Francorchamps.

Yamaha had in België haar zaken beter op orde dan tijdens de TT van Assen. Phil Read was al in de trainingen de snelste kwam na de eerste ronde ook als eerste door, gevolgd door Bill Ivy, Mike Hailwood en Ralph Bryans. Read reed nog een recordronde van 202,15 km/h, maar viel in de vierde ronde uit. Ivy nam de kop over en finishte meer dan een minuut voor Hailwood en Bryans. Die laatste kreeg ook problemen, zó groot dat hij de laatste kilometer moest duwen bij een temperatuur van 30° Celsius. Zijn voorprong op Derek Woodman (MZ) was echter zo groot dat hij toch nog derde werd.
| Pos | Coureur               | Merk      | Tijd     | Punten |
| --- | --------------------- | --------- | -------- | ------ |
| 1   | Bill Ivy              | Yamaha    | 38"43'1  | 8      |
| 2   | Mike Hailwood         | Honda     | +30'6    | 6      |
| 3   | Ralph Bryans          | Honda     |          | 4      |
| 4   | Derek Woodman         | MZ        |          | 3      |
| 5   | Ginger Molloy         | Bultaco   | +1 ronde | 2      |
| 6   | Gyula Marsovszky      | Bultaco   | +1 ronde | 1      |
| 7   | Jim Curry             | Honda     | +1 ronde |        |
| 8   | Lous van Rijswijk Jr. | Bultaco   | +1 ronde |        |
| 9   | Bosse Granath         | Husqvarna | +1 ronde |        |
| 10  | Horst Seidl           | Honda     | +1 ronde |        |

| Coureur   | Merk   | Oorzaak |
| --------- | ------ | ------- |
| Phil Read | Yamaha |         |

| Coureur          | Merk   | Oorzaak |
| ---------------- | ------ | ------- |
| Ron Grant        | Yamaha | [ 1 ]   |
| Yvon Duhamel     | Yamaha | [ 1 ]   |
| Frank Camillieri | Yamaha | [ 1 ]   |

| Coureur           | Merk         |
| ----------------- | ------------ |
| Jack Findlay      | Bultaco      |
| Malcolm Stanton   | Aermacchi    |
| Heinz Rosner      | MZ           |
| Rolf Schmid       | Bultaco      |
| Carlos Giró       | Ossa         |
| José Medrano      | Bultaco      |
| Bill Smith        | Kawasaki     |
| Brian Steenson    | Aermacchi    |
| Dave Simmonds     | Kawasaki     |
| Fred Stevens      | Hannah-Paton |
| Mick Chatterton   | Yamaha       |
| Tommy Robb        | Bultaco      |
| Gilberto Milani   | Aermacchi    |
| Akiyasu Motohashi | Yamaha       |
| Jyun Hamano       | Yamaha       |

### Top tien tussenstand 250cc-klasse
| Pos | Coureur          | Merk     | Ptn |
| --- | ---------------- | -------- | --- |
| 1   | Ralph Bryans     | Honda    | 29  |
| 2   | Phil Read        | Yamaha   | 26  |
| 2   | Mike Hailwood    | Honda    | 26  |
| 4   | Bill Ivy         | Yamaha   | 22  |
| 5   | Derek Woodman    | MZ       | 8   |
| 6   | Ginger Molloy    | Bultaco  | 6   |
| 7   | Heinz Rosner     | MZ       | 5   |
| 7   | Dave Simmonds    | Kawasaki | 5   |
| 9   | José Medrano     | Bultaco  | 4   |
| 10  | Jack Findlay     | Bultaco  | 3   |
| 10  | Gyula Marsovszky | Bultaco  | 3   |

## 50cc-klasse
In Spa-Francorchamps vertrok Yoshimi Katayama zeer snel en hij reed in de eerste ronde meteen een ronderecord. Hans Georg Anscheidt reed op de tweede plaats en Stuart Graham op de derde. Graham viel echter terug door een overslaande motor, maar Anscheidt wist in de slipstream van Katayama te komen en hem te passeren. Daardoor pakte Anscheidt de punten die hij nodig had om zijn wereldtitel veilig te stellen. Katayama werd tweede en Graham derde. Ver achter de drie Suzuki's kwam de rest van het veld, aangevoerd door Ángel Nieto (Derbi). Paul Lodewijkx (Jamathi) was als laatste gestart maar klom op tot de vijfde plaats, tot hij zich verremde bij La Source en binnendoor gepasseerd werd door Aalt Toersen (Kreidler).

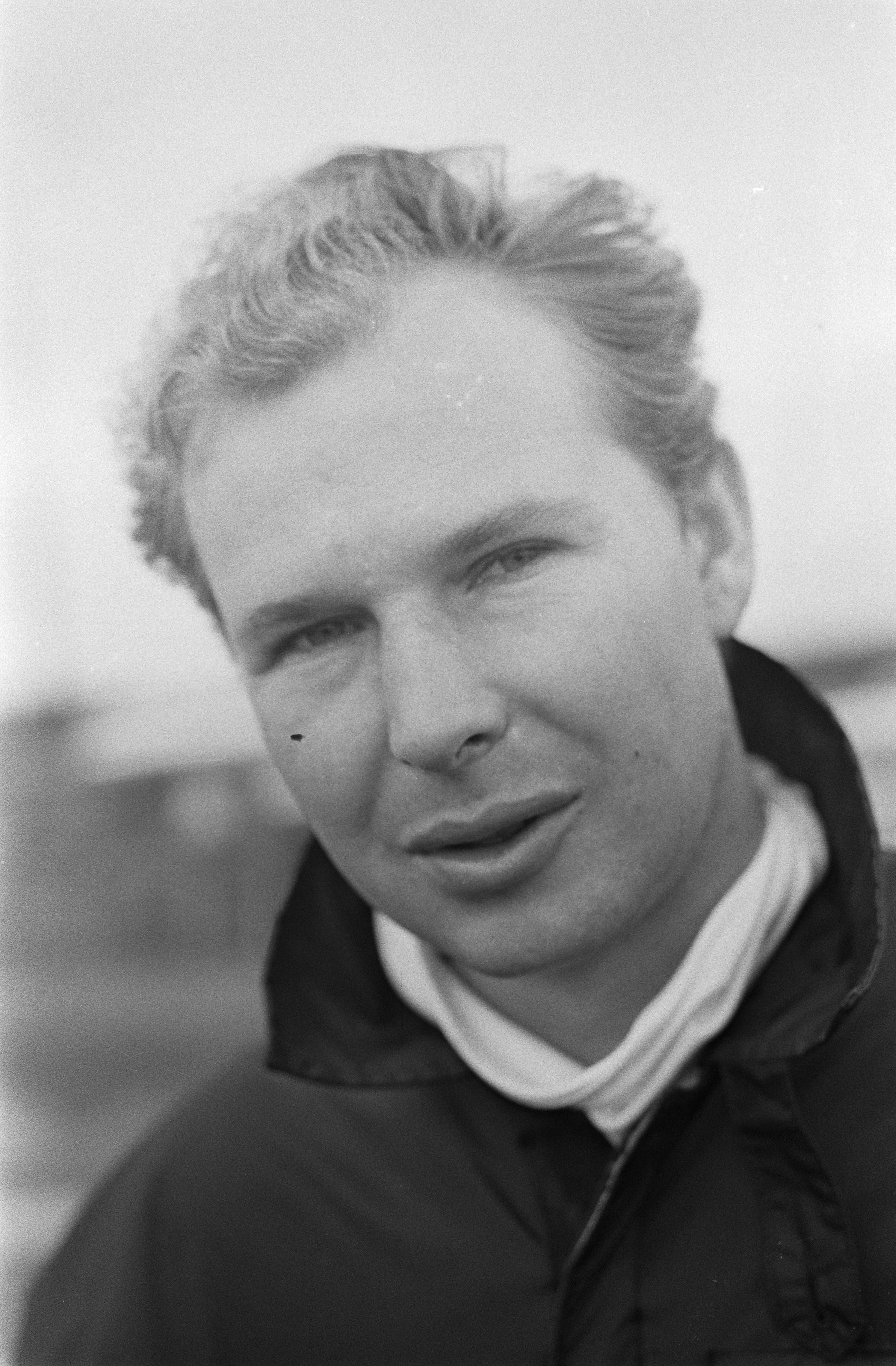
Hans Georg Anscheidt werd in België wereldkampioen 50 cc.

| Pos | Coureur              | Merk     | Tijd     | Punten |
| --- | -------------------- | -------- | -------- | ------ |
| 1   | Hans Georg Anscheidt | Suzuki   | 26"40'3  | 8      |
| 2   | Yoshimi Katayama     | Suzuki   | +0'8     | 6      |
| 3   | Stuart Graham        | Suzuki   | +40'2    | 4      |
| 4   | Ángel Nieto          | Derbi    | +4"16'5  | 3      |
| 5   | Aalt Toersen         | Kreidler | +4"52'9  | 2      |
| 6   | Paul Lodewijkx       | Jamathi  |          | 1      |
| 7   | Cees van Dongen      | Honda    |          |        |
| 8   | Oscar Pastro         | Derbi    |          |        |
| 9   | André Millard        | Derbi    | +1 ronde |        |
| 10  | Juliaan Vanzeebroeck | Derbi    | +1 ronde |        |

| Coureur             | Merk           |
| ------------------- | -------------- |
| Barry Smith         | Derbi          |
| Dieter Gedlich      | Kreidler       |
| Rudolf Schmälzle    | Kreidler       |
| Winfried Reinhard   | Reimo-Kreidler |
| Benjamín Grau       | Derbi          |
| José Maria Busquets | Derbi          |
| Juan Bordons        | Derbi          |
| Daniel Crivello     | Derbi          |
| Chris Walpole       | Honda          |
| Leslie Griffiths    | Honda          |
| Stan Lawley         | Honda          |
| Tommy Robb          | Suzuki         |
| Hiroyuki Kawasaki   | Suzuki         |
| Mitsuo Akamatsu     | Suzuki         |
| Mitsuo Itoh         | Suzuki         |

### Top tien tussenstand 50cc-klasse
| Pos | Coureur              | Merk     | Ptn     |                |
| --- | -------------------- | -------- | ------- | -------------- |
| 1   | Hans Georg Anscheidt | Suzuki   | 30 (39) | wereldkampioen |
| 2   | Yoshimi Katayama     | Suzuki   | 28      |                |
| 3   | Stuart Graham        | Suzuki   | 16      |                |
| 4   | Ángel Nieto          | Derbi    | 12      |                |
| 5   | Barry Smith          | Derbi    | 10      |                |
| 6   | Rudolf Schmälzle     | Kreidler | 6       |                |
| 7   | José Maria Busquets  | Derbi    | 4       |                |
| 7   | Benjamín Grau        | Derbi    | 4       |                |
| 7   | Tommy Robb           | Suzuki   | 4       |                |
| 7   | Aalt Toersen         | Kreidler | 4       |                |

(Punten (tussen haakjes) zijn inclusief streepresultaten)

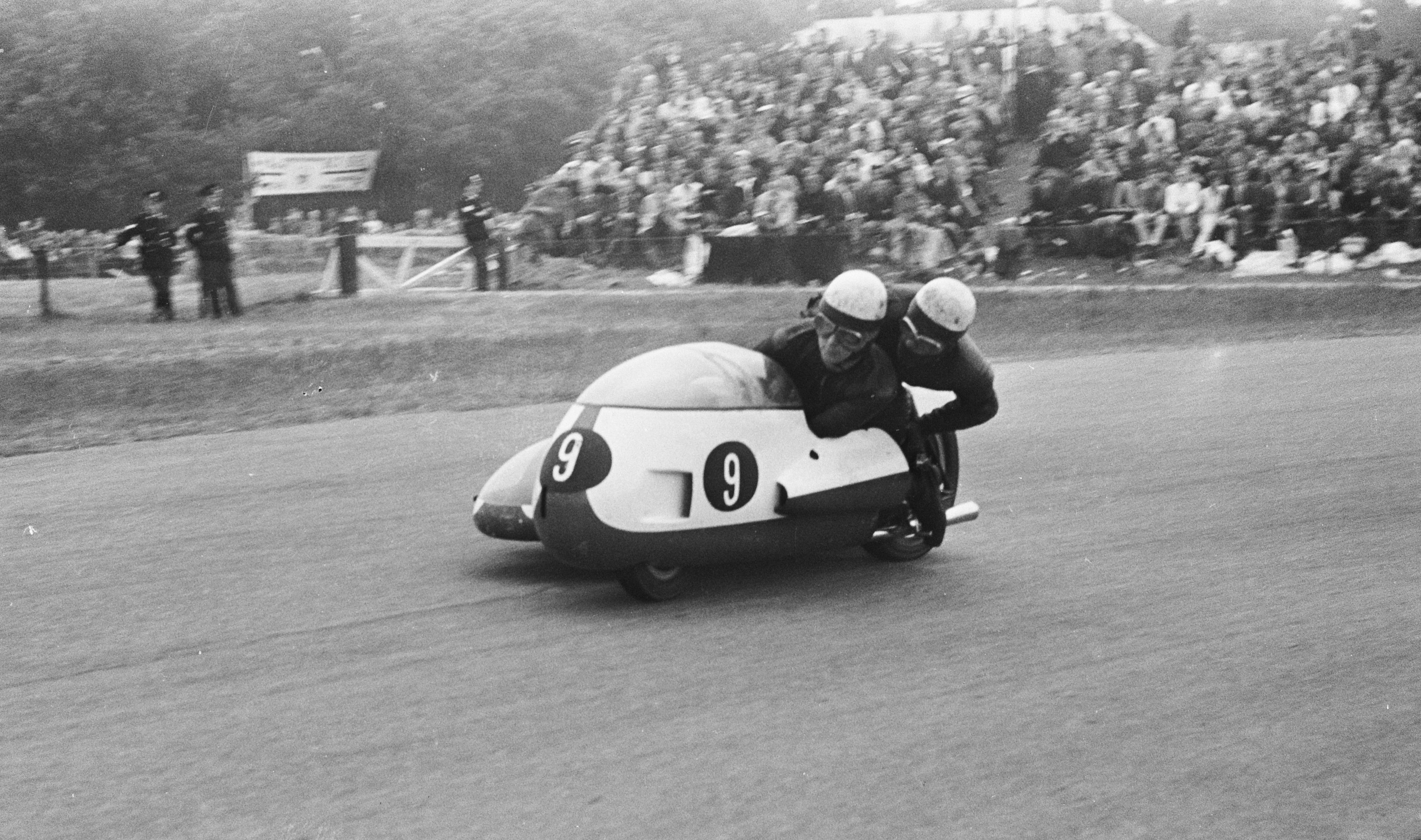
Klaus Enders en Ralf Engelhardt werden wereldkampioen in België.

## Zijspanklasse
Klaus Enders/Ralf Engelhardt waren dicht bij de wereldtitel, maar tijdens de trainingen in België moesten ze eerst nog naar Frankfurt reizen om een klep op te halen ter vervanging van een krom exemplaar. Tijdens de race ging echter alles goed, ze leidden van start tot finish. Georg Auerbacher/Eduard Dein werden tweede en Seigfried Schauzu/Horst Schneider derde. Daarmee waren Enders en Engelhardt al in hun tweede jaar wereldkampioen geworden. Helmut Fath had na Assen twee maanden rust voorgeschreven gekregen wegens een zware longontsteking, maar zijn zwager en bakkenist Wolfgang Kalauch meldde in Francorchamps al dat het herstel voorspoedig verliep. Voor de race in Imatra had Fath zich wel ingeschreven, maar hij kwam toch niet aan de start. Hij was inmiddels wel naar Brands Hatch geweest om de proeven van Colin Seeley te bekijken. Seeley had de 500cc-URS-viercilindermotor in een eigen frame gebouwd en testte daar met coureur John Blanchard.
| Pos | Coureur               | Bakkenist          | Merk | Tijd    | Punten |
| --- | --------------------- | ------------------ | ---- | ------- | ------ |
| 1   | Klaus Enders          | Ralf Engelhardt    | BMW  | 38"24'9 | 8      |
| 2   | Georg Auerbacher      | Eduard Dein        | BMW  | +16'5   | 6      |
| 3   | Siegfried Schauzu     | Horst Schneider    | BMW  | +1"13'6 | 4      |
| 4   | Pip Harris            | John Thornton      | BMW  | +1"16'6 | 3      |
| 5   | Heinz Luthringshauser | Hermann Hahn       | BMW  | +2"49'5 | 2      |
| 6   | Johann Attenberger    | Josef Schillinger  | BMW  |         | 1      |
| 7   | Otto Kölle            | Rolf Schmid        | BMW  |         |        |
| 8   | Arsenius Butscher     | Armgard Neumann    | BMW  |         |        |
| 9   | Jean-Claude Castella  | Albert Castella    | BMW  |         |        |
| 10  | Joseph Duhem          | François Fernandez | BMW  |         |        |

| Coureur          | Bakkenist        | Merk | Oorzaak                |
| ---------------- | ---------------- | ---- | ---------------------- |
| Bertil Persson   | Berndt Äström    | BMW  | [ 4 ]                  |
| Ruben Bjarnemark | Lennart Rägmo    | BMW  | [ 4 ]                  |
| Helmut Fath      | Wolfgang Kalauch | URS  | Ziekte van Helmut Fath |

| Coureur          | Bakkenist                 | Merk |
| ---------------- | ------------------------- | ---- |
| Hans Hänni       | Kurt Barfuss              | BMW  |
| Harald Wohlfahrt | Heiner Vester             | BMW  |
| Barry Dungsworth | Ron Wilson en Neil Caddow | BMW  |
| Colin Seeley     | Ray Lindsay               | BMW  |
| Terry Vinicombe  | John Flaxman              | BSA  |
| Tony Wakefield   | Graham Milton             | BMW  |

### Top tien tussenstand zijspanklasse
| Pos | Coureur               | Bakkenist                    | Merk | Ptn     |                |
| --- | --------------------- | ---------------------------- | ---- | ------- | -------------- |
| 1   | Klaus Enders          | Ralf Engelhardt              | BMW  | 38 (44) | wereldkampioen |
| 2   | Siegfried Schauzu     | Horst Schneider              | BMW  | 28 (31) |                |
| 3   | Georg Auerbacher      | Eduard Dein                  | BMW  | 23      |                |
| 4   | Tony Wakefield        | Graham Milton                | BMW  | 11      |                |
| 5   | Pip Harris            | John Thornton                | BMW  | 10      |                |
| 6   | Barry Dungsworth      | Ron Wilson en Neil Caddow    | BMW  | 4       |                |
| 6   | Colin Seeley          | Ray Lindsay                  | BMW  | 4       |                |
| 6   | Johann Attenberger    | Josef Schillinger            | BMW  | 4       |                |
| 6   | Heinz Luthringshauser | Hermann Hahn en Geoff Hughes | BMW  | 4       |                |
| 10  | Otto Kölle            | Rolf Schmid                  | BMW  | 3       |                |

(Punten (tussen haakjes) zijn inclusief streepresultaten)
1921 · 1922 · 1923 · 1924 · 1925 · 1926 · 1927 · 1928 · 1929 · 1930 · 1931 · 1932 · 1933 · 1934 · 1935 · 1936 · 1937 · 1938 · 1939 · 1947 · 1948 · 1949 · 1950 · 1951 · 1952 · 1953 · 1954 · 1955 · 1956 · 1957 · 1958 · 1959 · 1960 · 1961 · 1962 · 1963 · 1964 · 1965 · 1966 · 1967 · 1968 · 1969 · 1970 · 1971 · 1972 · 1973 · 1974 · 1975 · 1976 · 1977 · 1978 · 1979 · 1980 · 1981 · 1982 · 1983 · 1984 · 1985 · 1986 · 1988 · 1989 · 1990